# Sępia Czułowska
Sępia Czułowska – skała w dolnej części doliny Zimny Dół na Garbie Tenczyńskim, we wsi Czułów w województwie małopolskim, w powiecie krakowskim, w gminie Liszki. 
Sępia Czułowska znajduje się za Kamieniołomem w Zimnym Dole i tuż powyżej Żabki Czułowskiej – igły skalnej stojącej tuż przy asfaltowej drodze. Wznosi się w poprzek orograficznie lewego zbocza doliny Zimny Dół i wraz z Wacmanem tworzy skalny cyrk o kształcie litery C. Uprawiana jest na niej wspinaczka skalna. Zbudowana jest z twardych wapieni. Ma wysokość do 16 m, ściany pionowe lub przewieszone z filarami, kominami i zacięciami. Jest na niej 15 dróg wspinaczkowych o trudności V+ – VI.5+ w skali Kurtyki i wystawie zachodniej i południowej. Są też 2 projekty. Niemal wszystkie mają zamontowane punkty asekuracyjne: 3-6 ringów (r) i stanowiska zjazdowe (st).

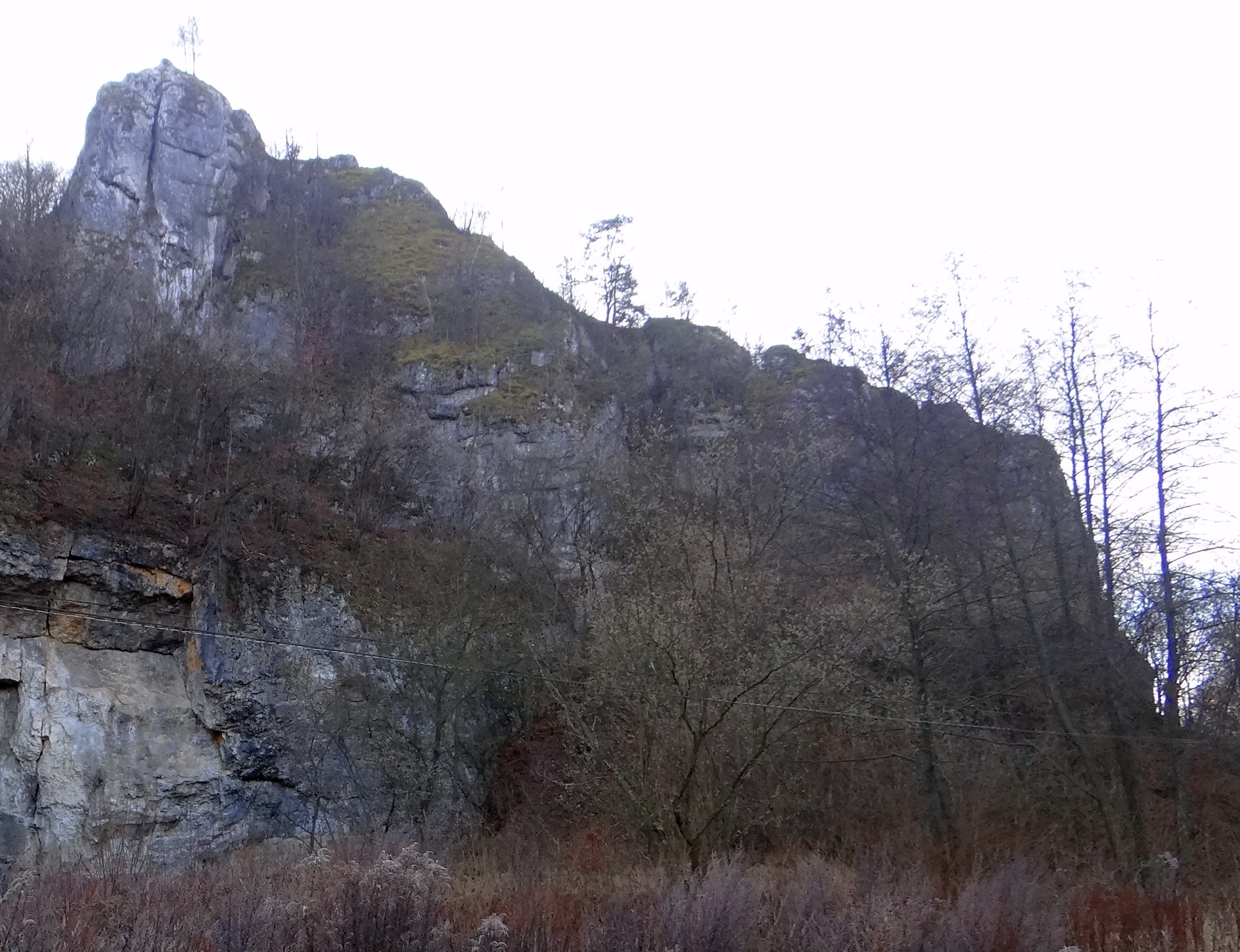
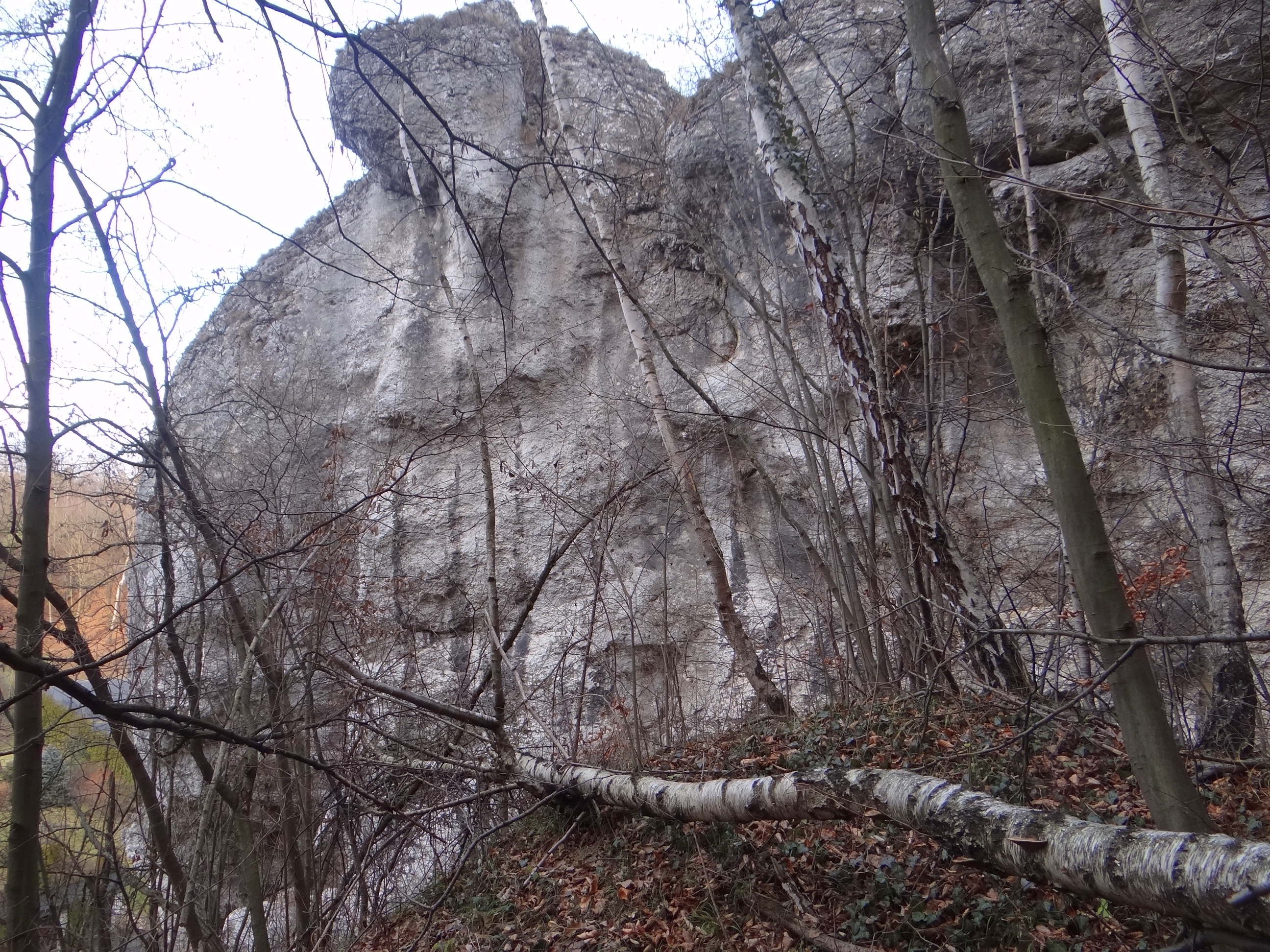
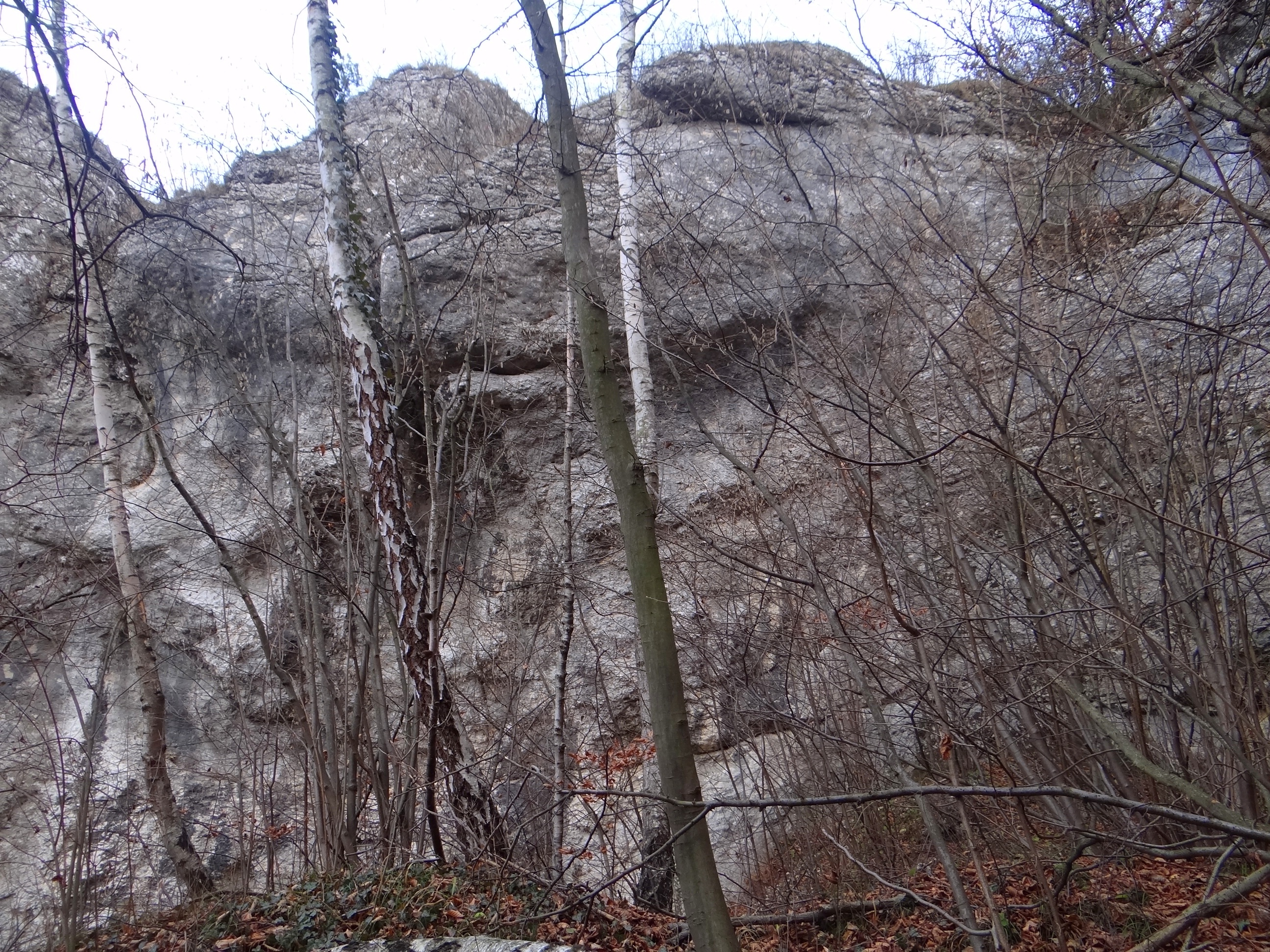
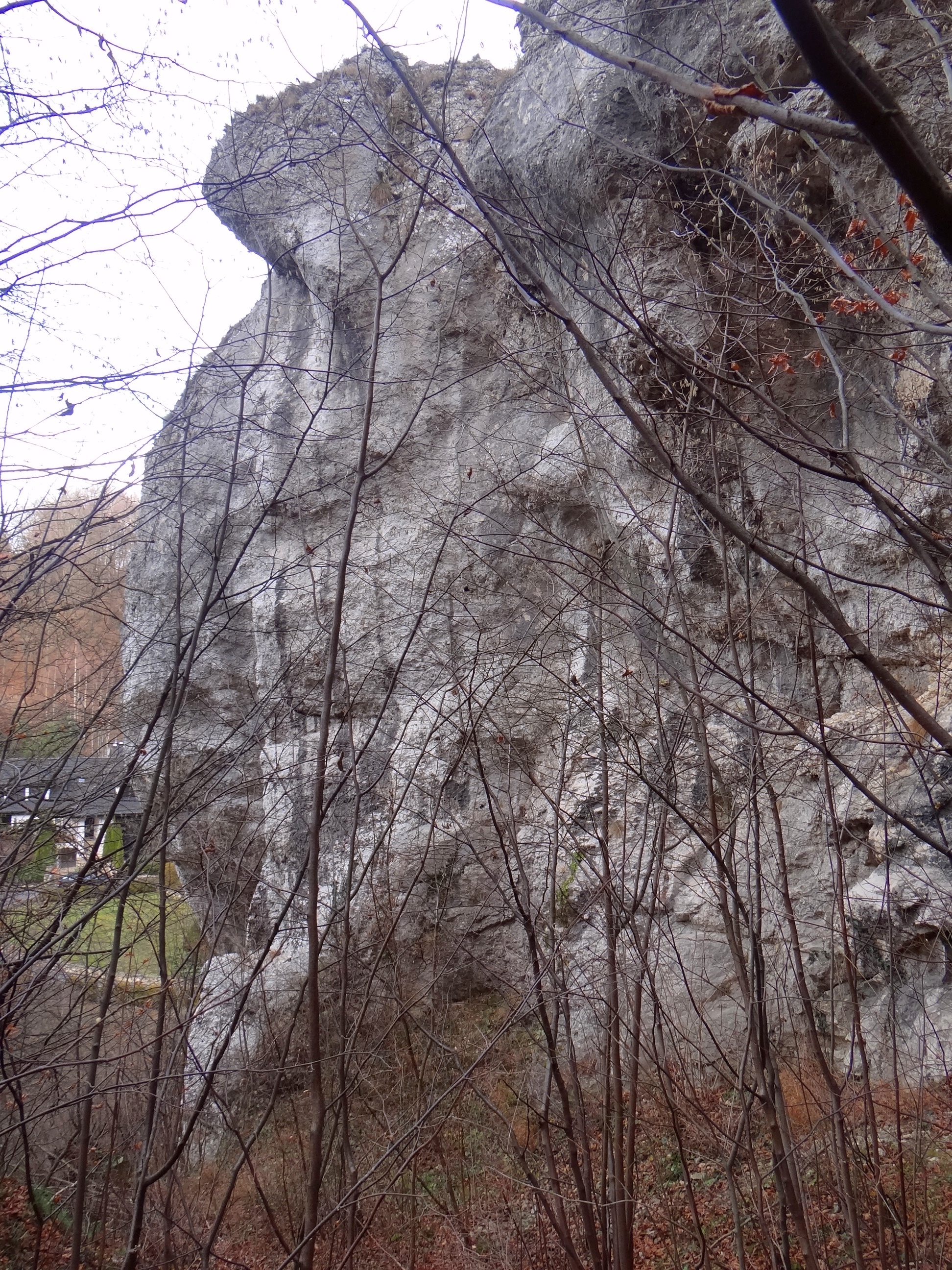
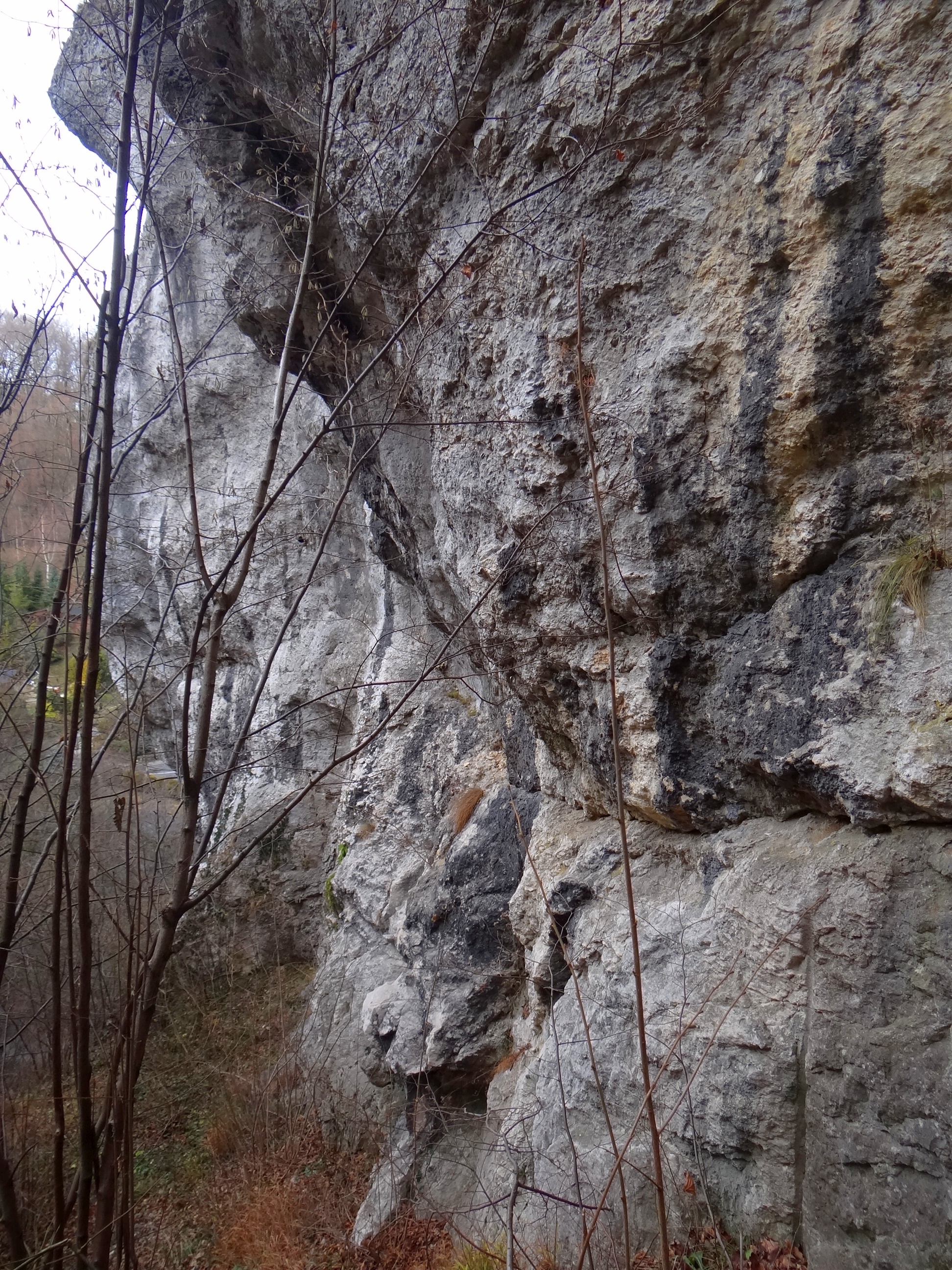
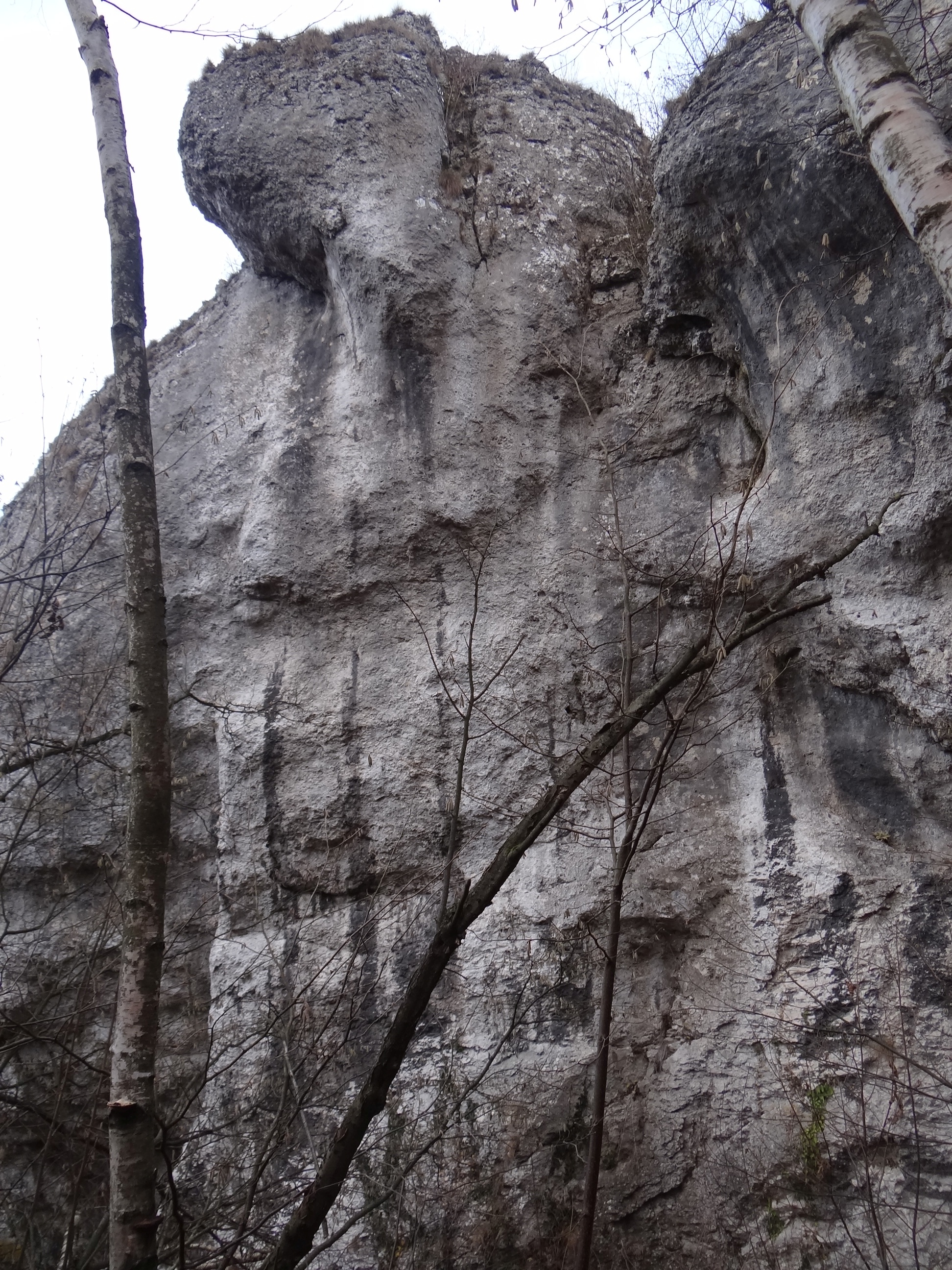

## Drogi wspinaczkowe
W bazie topo portalu wspinaczkowego Sępia Czułowska podzielona jest na 5 sektorów. Sektor opisany jako Sępia Czułowska I znajduje się na Żabce Czułowskiej, pozostałe sektory na ścianie wschodniej i zachodniej.

1. UmoruSanka VI.1+, 5r + st, 12 m
2. Szarża lemingów VI.3, 6r + st, 13 m
3. Szalone fekalia VI.2, 6r + st, 13 m
4. Szambo Jet VI.3, 7r + st, 13 m
5. Mina Albina VI.4, 5r + st, 15 m
6. Stupor VI.5, 5r + st, 15 m
7. Projekt (Furor) 5r + st, 15 m
8. Słońce Jamajki VI.4+, 6r + st, 15 m
9. Rozgrzewaczka VI.3, 5r + st, 13 m
10. Czułowski pikuś VI.3, 3r + st, 10 m
11. Dzień świra VI.3+, 5r + st, 13 m
12. Rikomin VI.1, 5r + st, 12 m
13. Murena VI.2+, 5r + st, 11 m
14. Ambrozja VI.3+, 5r + st, 12 m
15. Ambulatorium VI.3+/4, 4r + st, 12 m
16. Kryterium asów VI.4, 5r + st, 12 m
17. Projekt , 5r + st, 11 m
18. Zimny drań V+, 4r + st, 12 m